# Palau de Potala
El palau de Potala es troba a Lhasa, la capital de l'actual Regió Autònoma del Tibet, a la República Popular de la Xina. Fou la residència dels dalai-lama fins que el darrer es va exiliar a l'Índia, el 1959. Ara ha esdevingut museu i ha estat declarat Patrimoni de la Humanitat per la UNESCO.
El Potala és, sens dubte, la construcció més gran i espectacular del Tibet. A més de residència del dalai-lama, era també l'escenari dels grans actes oficials de l'estat i seu del govern tibetà. També tenia molta importància religiosa i encara és un centre de devoció important, els pelegrins s'hi atansen des de tots els racons del Tibet. També tenia funcions monàstiques (al Namgyal Tratsang) i docents. El Potala és un dels pocs centres religiosos del Tibet que no van patir destruccions importants durant la Revolució Cultural, a causa d'aquest fet el seu estat de conservació és envejable. La imatge més venerada del Potala és la del bodhisattva Avalokitesvara, que es conserva al Phakpa Lhakhang.
El nom de Potala fa referència al lloc de residència celestial del bodhisattva Avalokitesvara, conegut en els antics escrits budistes com Riwo Potala. Cal destacar que hom considera els dalai-lames com una emanació d'Avalokitesvara, a més de seguidors de Songtsen Gampo en el terreny polític.

## Història

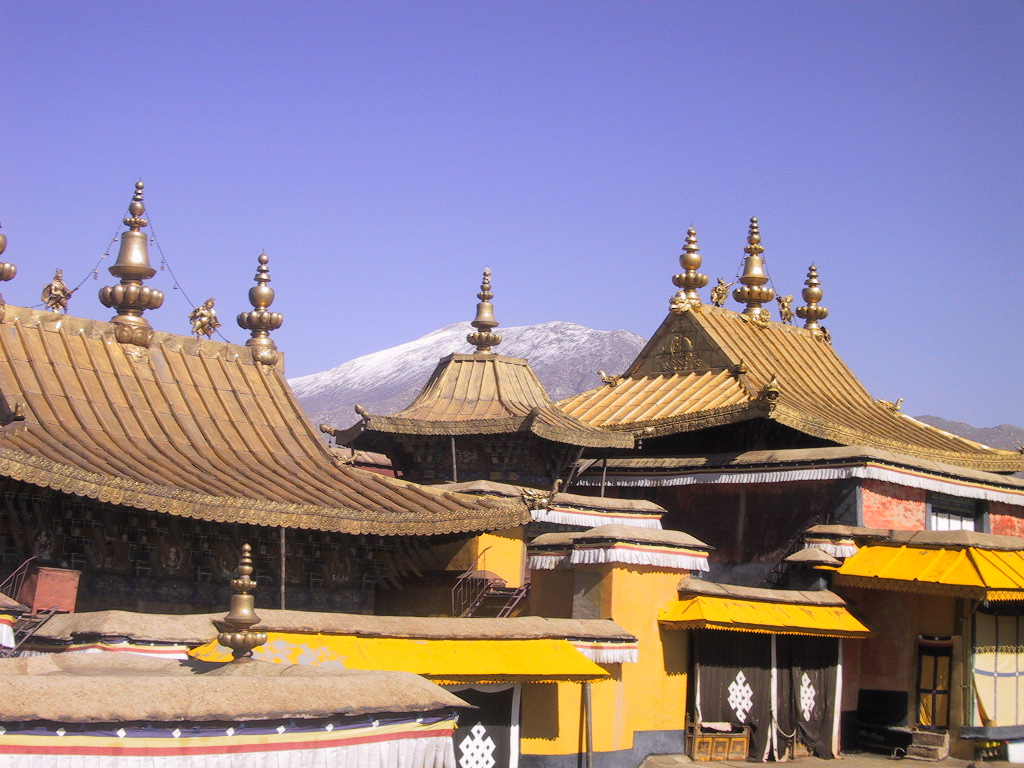
Les cobertes del palau

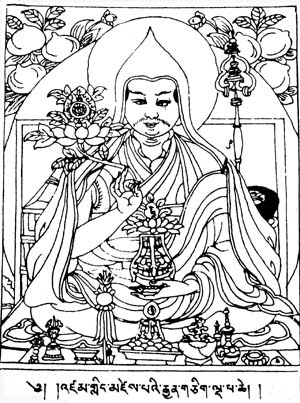
El Gran Cinquè, impulsor de l'actual Potala

Abans de la construcció del palau de Potala, els dalai-lames residien al monestir de Drapung, molt proper a Lhasa. La institució dels dalai-lames havia nascut el 1578, amb el III dalai-lama, els anteriors foren designats més endavant, pòstumament. El Ganden Potrang de Drapung va arribar també a ser la seu del govern tibetà. En època del Gran Cinquè (el V dalai-lama, Ngawang Lobsang Guiamtso, 1617-82) hom va decidir donar més amplitud a la seu del govern i per això es va inspirar en els governants anteriors, que exercien el poder des d'un dzong, o fortalesa. El lloc on es va aixecar el nou palau es va escollir entre dues opcions: el Dzong de Gongkar, proper a l'aiguabarreig del Kyi Chhu i el Tsangpo, i Lhasa, que gaudia de l'avantatge de trobar-se en un lloc proper de Drapung (i també de Ganden i Sera), de la proximitat del Jokhang i de ser la seu del govern en l'època de Songtsan Gampo.
Es va triar el turó de Marpo Ri, a Lhasa, on Songtsan Gampo havia establert un palau i que a l'època del Gran Cinquè, era considerat com el lloc on habitava i es venerava Avalokitesvara. D'aquell edifici encara es conserven algunes restes a l'interior del Palau Roig. Hom desconeix com era, però devia tenir una gran envergadura atès que hi ha referències afirmant que tenia "999 habitacions".
L'estructura constructiva del palau del Potala és força complexa. Degut a la situació (dalt una muntanya) la disposició de les diferents dependències es desenvolupa en diversos nivells, que, afegit a les diferents etapes constructives fa que el conjunt sigui de difícil interpretació: diferents alçades, cossos sobreposats i encastats l'un amb l'altre. Bàsicament hom divideix el palau en dues parts principals: el Potrang Karpo (Palau Blanc) i el Potrang Marpo (Palau Roig).

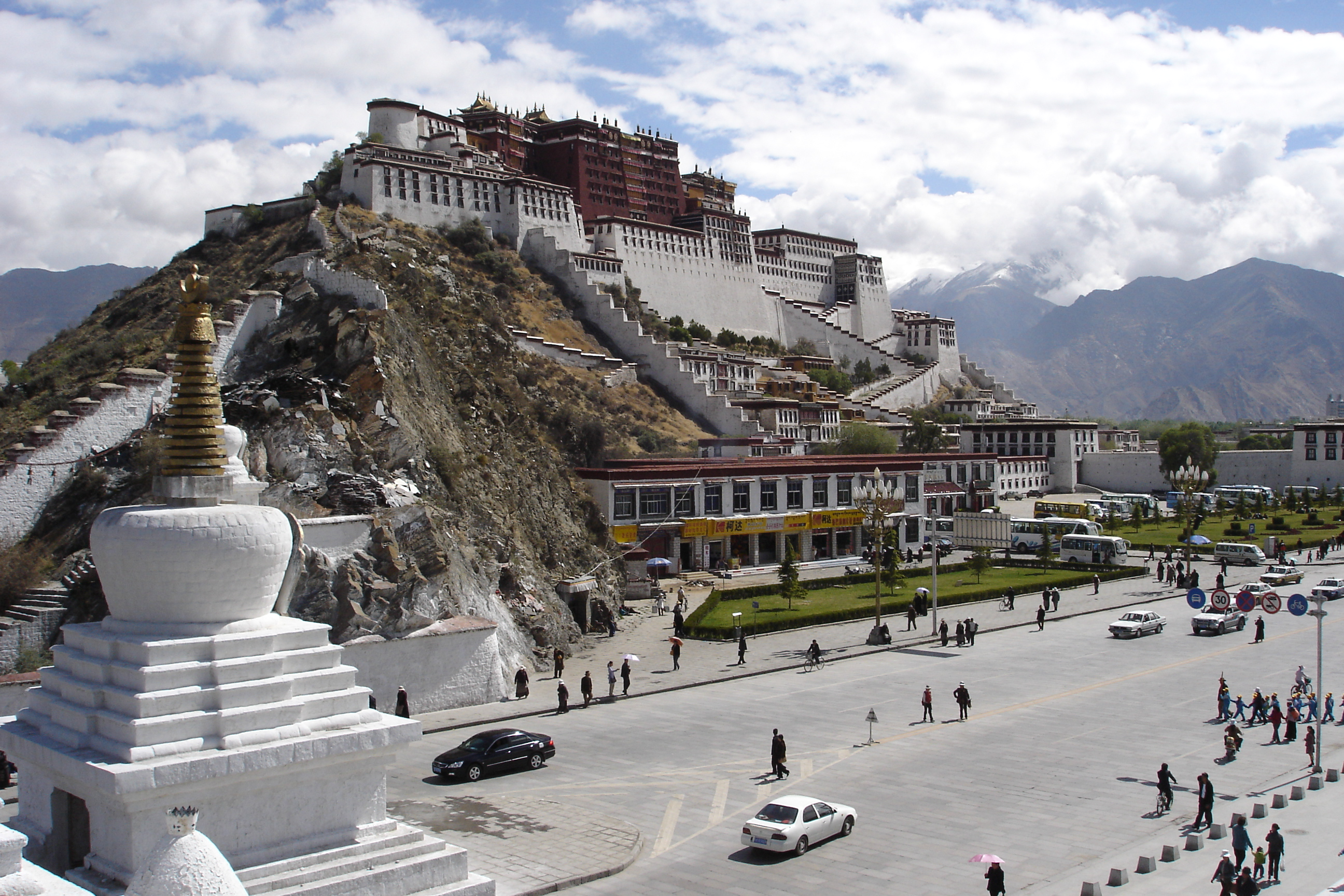
El palau de Potala

Un Potrang Karpo (Palau Blanc) es trobava fins llavors a Chusul. El Gran Cinquè va decidir aixecar el nou palau a Marpo Ri el 1645. Es va construir en només tres anys, el 1648 ja era acabat i el 1649 s'hi va traslladar la cort des del Ganden Potrang. Des de llavors va esdevenir residència del dalai lama. Aquesta etapa constructiva es va basar a afegir noves construccions al voltant de l'edifici inicial de l'època de Songtsan Gampo, del segle vii. Aquest palau es feia servir per a les activitats de govern, aquí es prenien les decisions de caràcter polític i les administratives del govern.
El Potrang Marpo (Palau Roig) es va aixecar més endavant, tot i que hi ha diferents versions pel que fa a les dates. Hom situa el començament de la construcció d'aquest sector l'any 1682, el mateix en què el Gran Cinquè havia mort i el govern del país va passar a mans del regent, el qual va mantenir en secret la desaparició del dalai lama durant tretze anys. Molt possiblement en aquesta fase de l'obra es va enderrocar alguna part del Palau Blanc. La construcció s'hauria acabat el 1693. Possiblement el 5é dalai-lama va disposar aixecar aquest edifici per poder albergar-hi la seva tomba-estupa, el lloc de la seva sepultura va quedar enllestit el 1694, quan el regent, Sanguià Gampo, va anunciar als tibetans la mort del cap religiós i polític del país. Aquest sector tenia un caràcter eminentment religiós, servia d'escenari de les grans cerimònies religioses.
Les mateixes dimensions del Potala, 130.000 m², amb una llarga sèrie de capelles i habitacions, moltes d'elles amb desenes d'imatges, fa que hom en compti més de 200.000, de totes mides i èpoques. A això cal afegir les pintures murals, els estupes, thangkes, teixits ornamentals, vestuari, armament, objectes de culte, ceràmica... fan d'aquest lloc rellevant tant des del punt de vista cultural com a artístic. Dins el palau reposen les restes de vuit dalai lames. Excepcionalment el lloc fou respectat en època de la Revolució Cultural xinesa, quan molts altres centres de culte tibetans van desaparèixer, foren espoliats o van patir destruccions més o menys sistemàtiques.
El 13è dalai lama va portar a terme, el 1922, importants obres de restauració del conjunt monumental, des de canviar velles columnes i bigues fins a ampliar capelles i sales del palau.

## Els edificis

### Zhöl

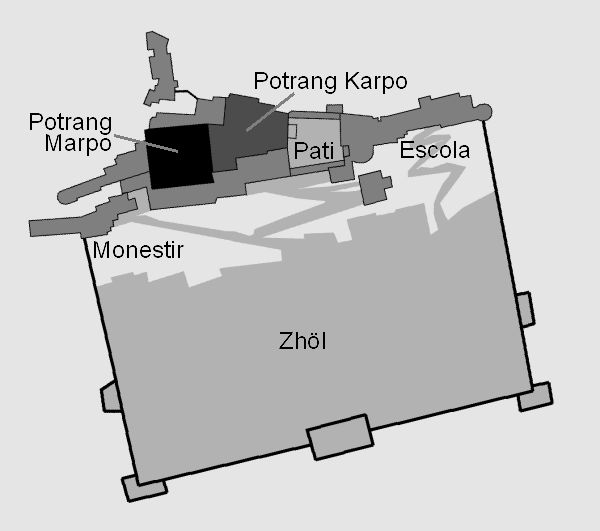
Planta esquemàtica del palau de Potala

Sota el palau, en un lloc molt més planer, es troba el Zhöl, un lloc d'habitacions, fora del recinte del palau, però defensat per una muralla rectangular del segle xiii, aquest mur s'estén per llevant, migdia i ponent, al nord queda tancat per la muntanya de Marpo Ri i el mateix palau del Potala. A més de la zona residencial, aquí es trobaven alguns organismes oficials, jutjat, impremta, presó... Des del Zhöl una sèrie de rampes i escalinates condueixen a les diferents parts del palau.

### Potrang Karpo(Palau Blanc)

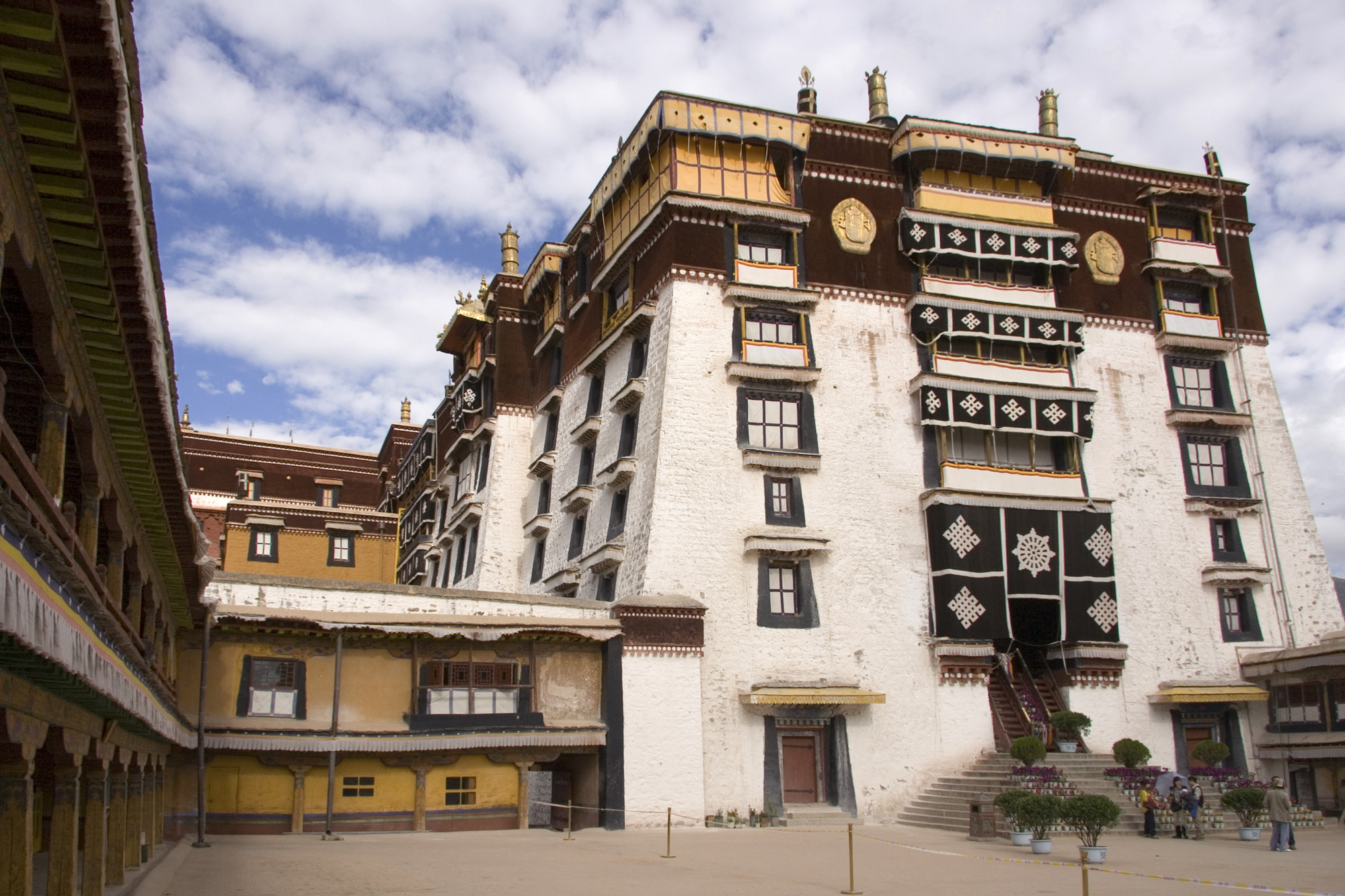
El Palau Blanc

Des de les rampes d'accés i després de passar per un vestíbul i diversos corredors hom ateny el Deyang Shar, un ampli pati dominat per l'imposant edifici del Palau Blanc, on es desenvolupaven les cerimònies i festes a l'aire lliure. Al cantó oposat a aquest es troba una escola, construïda pel 7é dalai-lama, a la primera meitat del segle xviii. Al Palau Blanc s'hi accedeix per una escalinata de pedra que dona pas a una escala de fusta, molt dreta i dividida en tres sectors, el central destinat a ser utilitzat únicament pel dalai lama, i els laterals utilitzats per a l'entrada i sortida, segons el sentit de les agulles d'un rellotge i seguint les circumval·lacions dels devots.
La part més alta de l'edifici es va destinar a residència dels dalai lames. Allí hi ha un seguit de cambres, una sala a la recepció de visitants, la capella particular (Gompo Khang), la cambra utilitzada pel 14é dalai lama fins al 1959, quan es va exiliar. També es troben les cambres de l'època del Gran Cinquè, que foren utilitzades pels seus successors, excepte el darrer dalai lama, que va utilitzar-ne una de nova. Hom considera que una de les cambres fou pintada pel 13é dalai lama.
El Palau Blanc està centrat pel Tsomchen Shar, la sala d'assamblees oriental. Aquest lloc fou l'escenari de les més importants cerimònies de l'estat tibetà. Aquí foren coronats els dalai lames. La decoració mural és de l'època del Gran Cinquè. És la sala més gran d'aquest sector, la fusta de les estructures està decorada amb molta cura, amb relleus i pintures de colors vius.

### Potrang Marpo(Palau Roig)

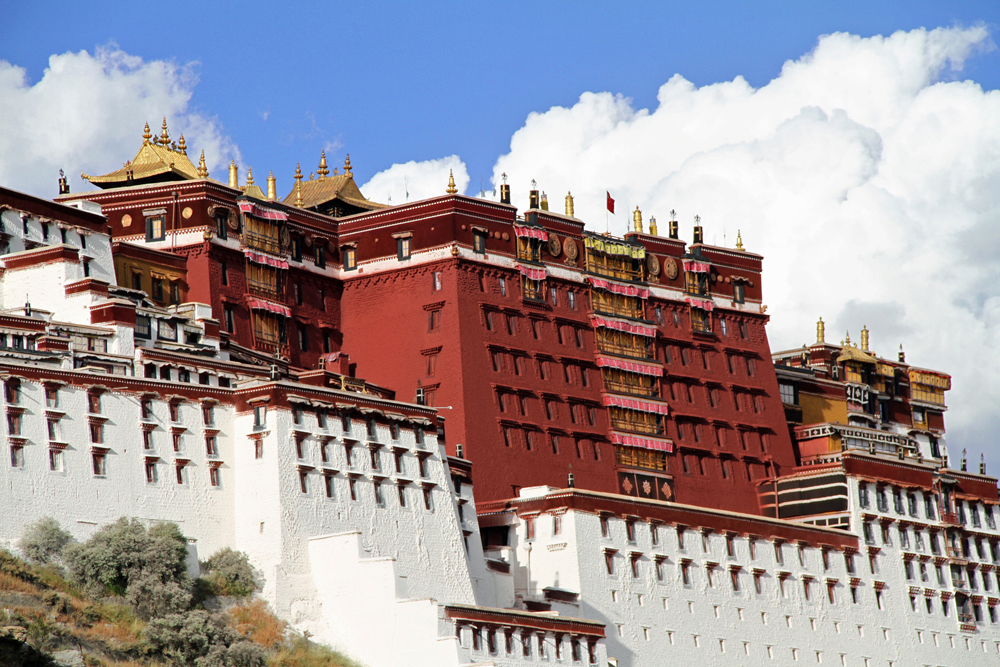
El Palau Roig.

Aquesta edificació s'aixeca a ponent del Palau Blanc, la façana fosca s'aixeca sobre la ciutat de Lhasa, donant al conjunt del palau el seu aspecte característic. Es tracta d'una laberíntica sèrie de cambres, capelles i altres habitacions connectades per passadissos i escales dretes i estretes. A la quarta planta es troba el Jamkhang on es venera una gran imatge de Jampa (Maitreya) encarregada pel VIII dalai-lama.
En una altra capella, de l'època del 7è dalai lama, es troben tres mandales tridimensionals de gran valor, daten del 1749, 1750 i 1751 i foren encarregats pel VII dalai-lama.
Però potser el lloc més venerat del Palau Roig, i del tot el Potala, sigui la Phakpa Lhakhang que tradicionalment hom considera que data de l'època de Songtsen Gampo, del segle vii. Aquí es conserven algunes imatges ben antigues i d'altres que s'hi van anar afegint amb el decurs del temps. La peça principal d'aquest lloc i de tot el Potala és una petita imatge de sàndal que representa Avalokitesvara, de l'època de Songtsen Gampo. Curiosament es conserven unes empremtes dels peus de Tsongkhapa, Guru Rimpotxe i Nagarjuna. Aquesta capella és al quart pis del palau i sota seu es troba la Chogyal Drubphuk que tradicionalment es considera la cova on va meditar Songtsan Gampo. Aquest lloc té una llarga sèrie d'imatges de diverses personalitats, entre deïtats i personatges de la reialesa. Són particularment interessants les de Songtsan Gampo i les seves esposes, de les més arcaiques de l'art tibetà i que podrien situar-se entre el segle viii i el segle ix. Aquí encara es conserva un estupa antic, del segle vii, molt senzill i pintat de blanc, com tants altres que es troben arreu del país. També hi ha pintures murals de la mateixa època, en bon estat de conservació si tenim en compte llur edat.

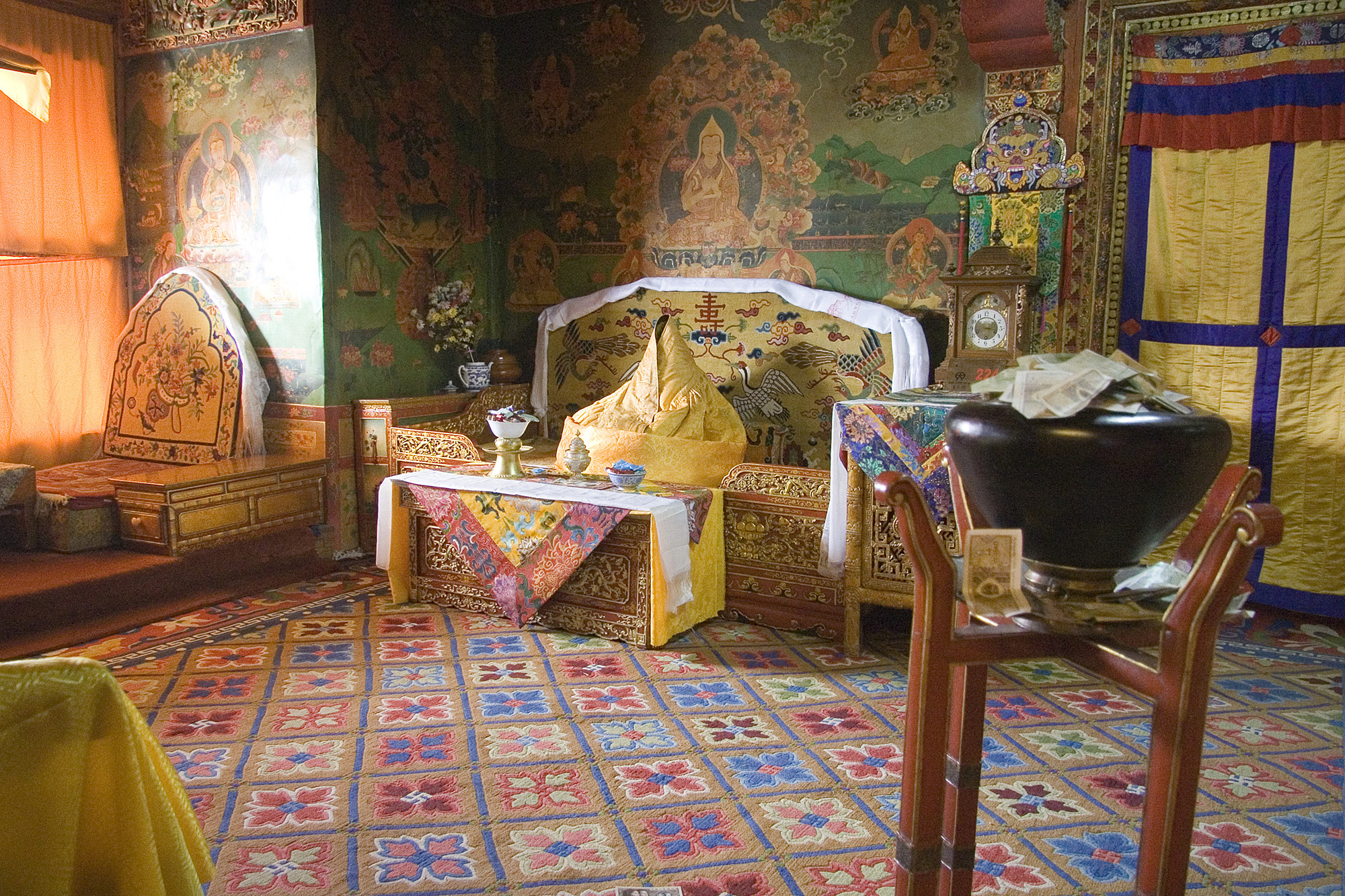
Cambra del dalai-lama

A la capella de Kalachacra es conserva un fabulós mandala tridimensional de més de 6 m de diàmetre, de coure daurat. Conté centenars de figures distribuïdes en diferents nivells d'alçada. És una obra del segle xv.
A la planta baixa se situa la sala gran d'assemblees occidental anomenada Tsomchen Nub. És dedicada al Gran Cinquè, decorada amb obres d'alt nivell i pintures murals del segle xvii que cobreixen una superfície de 280 m². La superfície d'aquesta sala és de 725 m², la més gran de tot el Potala. Conté valuosos thangkes i el tron del VI dalai-lama. Envoltant aquesta sala es troben diverses capelles: La Lamrin Lhakhang dedicada a la pràctica del lamrin centrada per una imatge massissa de Tsongkhapa, d'argent daurat. La capella Rogdzin Lhakhang amb una imatge de Guru Rimpotxe, entre moltes altres. La Trungrab Lhakhang té dues imatges força particulars: la primera és del Buddha Shakyamuni i la segona del Gran Cinquè, la particularitat rau en el fet que els dos personatges es troben asseguts al mateix tron i gaudint de la mateixa categoria, cosa poc freqüent. Una cosa els distingeix: la primera imatge és d'or massís i la segona d'argent massís i daurat. Són del segle xvii.

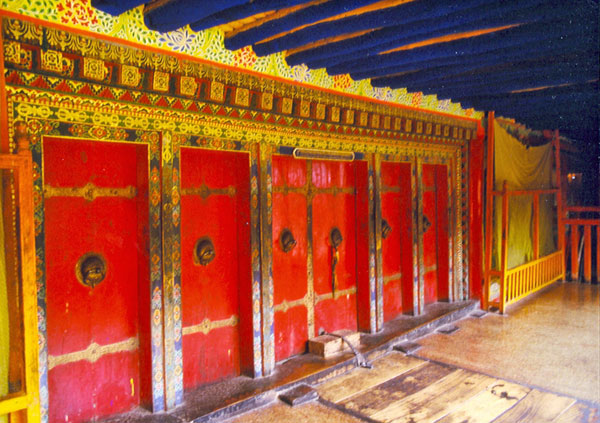
Portal interior

Al Palau Roig s'hi ha enterrat diversos dalai-lames:
- La primera tomba i, potser, més important és la del fundador, el V dalai-lama (Ngawang Lobsang Guiamtso, 1617-82), és un estupa de fusta de sàndal i, amb 12,60 m d'alçada, és la més gran de totes. La part superior arriba al sostre del palau. Està recobert per una estructura d'or, que hom diu que pesa 3,7 tones, a més de pedres precioses.
- L'estupa (o chorten) del VII dalai-lama (Kalsang Guiamtso, 1708–1757), de 9,36 m d'alçada, d'or i pedres precioses. Al costat de la Phakpa Lhakhang.
- La tomba-estupa del VIII dalai-lama (Jampal Guiamtso, 1758–1804), del 1805, també al costat de la Phakpa Lhakhang. Té 9,4 m d'alçada.
- La tomba del IX dalai-lama (Lungtik Guiamtso, 1806–1815), que també reposa en un estupa d'or de 7 m d'alçada.
- El X dalai-lama (Tsultrim Guiamtso, 1816–1837) té una tomba senzilla, a causa de la curta durada del seu govern. De 7 m d'alçada.
- La tomba de l'XI dalai-lama (Khadrub Guiamtso, 1838–1856) és coneguda com a Serdhung Phendhe Wobar. D'una alçada de 6,9 m.
- El XII dalai-lama (Trhinla Guiamtso, 1857–1875) també disposa d'una senzilla tomba, com la del X, i pel mateix motiu. Té 7,25 m d'alçada.
- El XIII dalai-lama (Thubtan Guiamtso, 1879–1933) reposa enterrat amb sal en un chorten de 13 m d'alçada, acompanyat d'un mandala tridimensional recobert amb perles.

### Namgyal Tratsang
A l'extrem occidental del conjunt es troba el monestir de Namgyal Tratsang fundat inicialment a Dreung i traslladat aquí pel V dalai lama.